# François Evellin
Pour les articles homonymes, voir Evellin.
François Evellin, né à Nantes le 15 décembre 1835 et mort à Paris le 21 avril 1910, est un philosophe français. Il est le fils de François Evellin et le frère d'Émile-Dominique Evellin et de Marie Louis Evellin, orfèvres.

## Biographie
Entré à l'École normale supérieure en 1861, il est agrégé de philosophie en 1865 et obtient son doctorat en 1880. Il est professeur de philosophie aux lycées de Nice, de Lille et de Bordeaux, puis aux lycées Louis-le-Grand et Charlemagne de Paris. À partir de 1883, il est inspecteur de l'Académie de Paris et inspecteur général au ministère de l'Instruction publique. Il est fait chevalier de la Légion d’honneur en 1889, et élu membre de l'Académie des sciences morales et politiques en 1908. 
Ses deux principaux ouvrages ont été analysés dans la Revue philosophique de la France et de l'étranger, qui résumait ainsi son œuvre en 1910 :

« Il débuta par son livre Infini et Quantité auquel succédèrent des articles dont plusieurs ont été publiés dans cette Revue. Réunis et complétés, ils constituent son ouvrage principal, La raison pure et les antinomies (1907) : titre un peu trompeur, car Evellin a pour but de détruire en partie les thèses de Kant. Répudier l'infini, le réduire à l'indéfini, réduire à son tour l'indéfini à l'humble condition d'un produit dont le fini serait le multiplicande et l'indéfini le multiplicateur, reconnaître que l'indéfini est né d'un droit de répétition que l'imagination s'arroge et d'un pouvoir de répétition qu'elle exerce, qu'il a sa racine dans le fini : tel est le résumé de ce livre d'une dialectique subtile que François Evellin a préparé pendant vingt-cinq ans. »

## Ouvrages
- (la) Quid de rebus corporeis vel incorporeis senserit Boscowich (La Nature et les propriétés des objets physiques et métaphysiques dans la théorie de Boscovich), Paris, Lutetiae Parisiorum, G. Baillière, 1880, in-8 (Thèse latine)
- Infini et quantité, étude sur le concept de l'infini en philosophie et dans les sciences, Paris : Éd. Germer Baillière, coll. «Bibliothèque de philosophie contemporaine» (1880 ; refonte : 1891) (Thèse française)
- La raison pure et les antinomies, essai critique sur la philosophie kantienne (1907)